# 大洋洲雙線䲁
大洋洲雙線䲁（學名：Enneapterygius kermadecensis），為輻鰭魚綱䲁形目三鰭䲁科雙線䲁屬的一個種，分布於西南太平洋科瑪狄克群島海域，深度0至2公尺，體長可達3.3公分，棲息在潮間帶潮池，雌魚產附著性卵在藻類築的巢，雄魚會守護卵，幼魚為浮游性，生活習性不明。